# Antelao
De Antelao is een 3264 meter hoge berg in de Italiaanse Dolomieten.
Na de Marmolada (3343 m) is de Antelao de hoogste top van de Dolomieten. Hij ligt ingeklemd tussen de Valle d'Ampezzo en de verlaten Valle d'Oten. De Antelao is een opvallende verschijning in de Dolomieten vanwege zijn geïsoleerde ligging en piramidevormige top. Daar de meeste bergen in de streek op plateaus liggen, verrijst de Antelao als een massief blok meteen omhoog vanuit het dal. Aan de noordzijde van de top liggen twee kleine gletsjers de Ghiacciaio dell'Antelao superiore en Ghiacciaio dell'Antelao inferiore. Door de opwarming van het klimaat smelten de twee ijsmassa's snel af en dreigen ze in de nabije toekomst te verdwijnen.
De berg wordt meestal vanuit het noorden, vanuit de Valle d'Oten, beklommen. Op de berg liggen drie berghutten Rifugio Antelao, (1796 m), Rifugio Galassi, (2018 m) en Rifugio San Marco, (1796 m). De berg is populair bij bergklimmers omdat deze niet zo druk bezocht wordt als de toppen van de westelijke Dolomieten en de omgeving van Cortina d'Ampezzo, maar wel dezelfde uitdagingen en schitterende uitzichten biedt.